# Élections cantonales de 1994 en Guadeloupe
Les élections cantonales ont eu lieu les 20 et 27 mars 1994.
Lors de ces élections, 21 des 42 cantons de la Guadeloupe ont été renouvelés.
Elles ont vu la reconduction de la majorité composée principalement des partis Guadeloupe unie, solidaire et responsable et Parti progressiste démocratique guadeloupéen, appuyés par des Divers droite, coalition dirigée par Dominique Larifla, président du conseil général depuis 1985.

## Résultats à l’échelle du département

### Assemblée sortante
| Parti                                               | Sigle | Élus |
| --------------------------------------------------- | ----- | ---- |
| Majorité (27 sièges)                                |       |      |
| Guadeloupe unie, solidaire et responsable           | GUSR  | 8    |
| Parti progressiste démocratique guadeloupéen        | PPDG  | 7    |
| Divers droite                                       | DVD   | 8    |
| Divers gauche                                       | DVG   | 4    |
| Opposition (16 sièges)                              |       |      |
| Rassemblement pour la République                    | RPR   | 7    |
| Fédération guadeloupéenne du Parti socialiste       | FGPS  | 4    |
| Parti communiste guadeloupéen                       | PCG   | 3    |
| Union pour la démocratie française                  | UDF   | 1    |
| Union populaire pour la libération de la Guadeloupe | UPLG  | 1    |
| Président du conseil général                        |       |      |
| Dominique Larifla (GUSR)                            |       |      |

### Assemblée élue
| Parti                                               | Sigle | Élus |
| --------------------------------------------------- | ----- | ---- |
| Majorité (23 sièges)                                |       |      |
| Guadeloupe unie, solidaire et responsable           | GUSR  | 7 1  |
| Parti progressiste démocratique guadeloupéen        | PPDG  | 6 1  |
| Divers droite                                       | DVD   | 7 1  |
| Divers gauche                                       | DVG   | 3 1  |
| Opposition (20 sièges)                              |       |      |
| Rassemblement pour la République                    | RPR   | 7    |
| Fédération guadeloupéenne du Parti socialiste       | FGPS  | 7 3  |
| Parti communiste guadeloupéen                       | PCG   | 3    |
| Union populaire pour la libération de la Guadeloupe | UPLG  | 2 1  |
| Union pour la démocratie française                  | UDF   | 1    |
| Président du conseil général                        |       |      |
| Dominique Larifla (GUSR)                            |       |      |

## Résultats par canton

### Canton des Abymes-2
- René-Serge Nabajoth (GUSR) est conseiller général depuis 1988.

| Candidats | Candidats             | Étiquette | Premier tour | Premier tour | Ballotage | Ballotage |
| Candidats | Candidats             | Étiquette | Voix         | %            | Voix      | %         |
| --------- | --------------------- | --------- | ------------ | ------------ | --------- | --------- |
|           | René-Serge Nabajoth * | GUSR      | 1 015        | 48,90        | 1 369     | 57,59     |
|           | Fred Pallas           | FGPS      | 734          | 35,02        | 1 008     | 42,41     |
|           | Patrick Gouffran      | RPR       | 204          | 9,73         |           |           |
|           | Alain Pierre-Justin   | PPDG      | 88           | 4,20         |           |           |
|           | Maryse Taupe          | PCG       | 45           | 2,15         |           |           |
|           |                       |           |              |              |           |           |
| Inscrits  | Inscrits              | Inscrits  | 5 098        | 100,00       | 5 098     | 100,00    |
| Votants   | Votants               | Votants   | 2 329        | 45,68        | 2 540     | 49,93     |
| Exprimés  | Exprimés              | Exprimés  | 2 096        | 90,00        | 2 377     | 93,58     |

*sortant

### Canton des Abymes-3
- Jacques Monpierre (GUSR) est conseiller général depuis 1988.

| Candidats | Candidats           | Étiquette | Premier tour | Premier tour |
| Candidats | Candidats           | Étiquette | Voix         | %            |
| --------- | ------------------- | --------- | ------------ | ------------ |
|           | Christian Nestar    | FGPS      | 2 022        | 62,83        |
|           | Jacques Monpierre * | GUSR      | 873          | 27,13        |
|           | Félicien Blondou    | PCG       | 184          | 5,72         |
|           | Guy Compper         | UPLG      | 139          | 4,32         |
|           |                     |           |              |              |
| Inscrits  | Inscrits            | Inscrits  | 6 160        | 100,00       |
| Votants   | Votants             | Votants   | 3 601        | 58,46        |
| Exprimés  | Exprimés            | Exprimés  | 3 218        | 89,36        |

*sortant

### Canton des Abymes-4
- Agnès Tantin (GUSR), conseillère générale depuis 1985, ne se représente pas.

| Candidats | Candidats         | Étiquette | Premier tour | Premier tour | Ballotage | Ballotage |
| Candidats | Candidats         | Étiquette | Voix         | %            | Voix      | %         |
| --------- | ----------------- | --------- | ------------ | ------------ | --------- | --------- |
|           | Daniel Marsin     | GUSR (*)  | 1 047        | 37,49        | 1 413     | 44,73     |
|           | Félix Proto       | FGPS      | 736          | 26,35        | 872       | 27,60     |
|           | Bernard Galantine | RPR       | 725          | 25,96        | 874       | 27,67     |
|           | Gérard Jean-Louis |           | 188          | 6,73         |           |           |
|           | Eusèbe Azor       | PPDG      | 70           | 2,51         |           |           |
|           | Christian Polko   |           | 27           | 0,97         |           |           |
|           |                   |           |              |              |           |           |
| Inscrits  | Inscrits          | Inscrits  | 6 507        | 100,00       | 6 499     | 100,00    |
| Votants   | Votants           | Votants   | 3 143        | 48,30        | 3 396     | 52,25     |
| Exprimés  | Exprimés          | Exprimés  | 2 793        | 88,86        | 3 159     | 93,02     |

*sortant

### Canton des Abymes-5
- Arthur Boucard (FGPS), conseiller général depuis 1985, ne se représente pas.

| Candidats | Candidats           | Étiquette | Premier tour | Premier tour | Ballotage | Ballotage |
| Candidats | Candidats           | Étiquette | Voix         | %            | Voix      | %         |
| --------- | ------------------- | --------- | ------------ | ------------ | --------- | --------- |
|           | Marcel Vespasien    | FGPS (*)  | 1 023        | 41,87        | 1 385     | 53,00     |
|           | Yves Rinçon         | DVD       | 664          | 27,18        | 1 228     | 47,00     |
|           | Dominique Théophile | GUSR      | 426          | 17,44        |           |           |
|           | Lambert Zami        | RPR       | 287          | 11,75        |           |           |
|           | Donatien Lambert    | PCG       | 43           | 1,76         |           |           |
|           |                     |           |              |              |           |           |
| Inscrits  | Inscrits            | Inscrits  | 4 707        | 100,00       | 4 707     | 100,00    |
| Votants   | Votants             | Votants   | 2 722        | 57,83        | 2 812     | 59,74     |
| Exprimés  | Exprimés            | Exprimés  | 2 443        | 89,75        | 2 613     | 92,92     |

*sortant

### Canton de Basse-Terre-1
- Jérôme Cléry (PPDG) est conseiller général depuis 1970.

| Candidats | Candidats           | Étiquette | Premier tour | Premier tour | Ballotage | Ballotage |
| Candidats | Candidats           | Étiquette | Voix         | %            | Voix      | %         |
| --------- | ------------------- | --------- | ------------ | ------------ | --------- | --------- |
|           | Jérôme Cléry *      | PPDG      | 922          | 41,33        | 1 403     | 54,78     |
|           | Daniel Beaubrun     | RPR       | 606          | 27,16        | 1 158     | 45,22     |
|           | Roland Ézelin       | UPLG      | 370          | 16,58        |           |           |
|           | Robert Valérius     | DVG       | 246          | 11,03        |           |           |
|           | Julien Vingataramin | FGPS      | 87           | 3,90         |           |           |
|           |                     |           |              |              |           |           |
| Inscrits  | Inscrits            | Inscrits  | 5 114        | 100,00       | 5 114     | 100,00    |
| Votants   | Votants             | Votants   | 2 486        | 48,61        | 2 748     | 53,73     |
| Exprimés  | Exprimés            | Exprimés  | 2 231        | 89,75        | 2 561     | 93,20     |

*sortant

### Canton de Basse-Terre-2
- Ary-Gérard Foy (app PPDG) est conseiller général depuis 1988.

| Candidats | Candidats        | Étiquette | Premier tour | Premier tour |
| Candidats | Candidats        | Étiquette | Voix         | %            |
| --------- | ---------------- | --------- | ------------ | ------------ |
|           | Ary-Gérard Foy * | app PPDG  | 1 059        | 62,00        |
|           | Elvire Édouard   | DVG       | 317          | 17,98        |
|           | René Belenus     | DVD       | 149          | 8,45         |
|           | Michel Nétry     | FGPS      | 56           | 3,18         |
|           |                  |           |              |              |
| Inscrits  | Inscrits         | Inscrits  | 3 866        | 100,00       |
| Votants   | Votants          | Votants   | 1 936        | 50,08        |
| Exprimés  | Exprimés         | Exprimés  | 1 763        | 91,06        |

*sortant

### Canton de Bouillante
- Philippe Chaulet (RPR) est conseiller général depuis 1982.

| Candidats | Candidats          | Étiquette | Premier tour | Premier tour | Ballotage | Ballotage |
| Candidats | Candidats          | Étiquette | Voix         | %            | Voix      | %         |
| --------- | ------------------ | --------- | ------------ | ------------ | --------- | --------- |
|           | Philippe Chaulet * | RPR       | 1 509        | 46,47        | 1 783     | 47,80     |
|           | Jean-Claude Malo   | app UPLG  | 1 216        | 37,45        | 1 947     | 52,20     |
|           | Robert Racon       | FGPS      | 297          | 9,15         |           |           |
|           | Berthe Dambury     | MDC       | 225          | 6,93         |           |           |
|           |                    |           |              |              |           |           |
| Inscrits  | Inscrits           | Inscrits  | 5 209        | 100,00       | 5 209     | 100,00    |
| Votants   | Votants            | Votants   | 3 472        | 66,46        | 3 839     | 73,70     |
| Exprimés  | Exprimés           | Exprimés  | 3 247        | 93,79        | 3 730     | 97,16     |

*sortant

### Canton de Capesterre-de-Marie-Galante
- Benoît Camboulin (DVD) est conseiller général depuis 1988.

| Candidats | Candidats          | Étiquette | Premier tour | Premier tour |
| Candidats | Candidats          | Étiquette | Voix         | %            |
| --------- | ------------------ | --------- | ------------ | ------------ |
|           | Benoît Camboulin * | DVD       | 1 408        | 65,31        |
|           | Marlène Bourgeois  | GUSR      | 734          | 34,04        |
|           | Ernest Coudoux     | PCG       | 14           | 0,65         |
|           |                    |           |              |              |
| Inscrits  | Inscrits           | Inscrits  | 3 242        | 100,00       |
| Votants   | Votants            | Votants   | 2 248        | 69,34        |
| Exprimés  | Exprimés           | Exprimés  | 2 156        | 95,91        |

*sortant

### Canton du Gosier-1
- Léopold Hélène (RPR) conseiller général depuis 1965 ne se représente pas.

| Candidats | Candidats                 | Étiquette | Premier tour | Premier tour |
| Candidats | Candidats                 | Étiquette | Voix         | %            |
| --------- | ------------------------- | --------- | ------------ | ------------ |
|           | Jacques Gillot            | app FGPS  | 1 992        | 72,15        |
|           | Christian Thérésine       | DVG       | 336          | 12,17        |
|           | Constant Martial          | DVD       | 251          | 9,09         |
|           | Georges Gombaud-Saintonge | RPR (*)   | 182          | 6,59         |
|           |                           |           |              |              |
| Inscrits  | Inscrits                  | Inscrits  | 5 702        | 100,00       |
| Votants   | Votants                   | Votants   | 2 929        | 51,37        |
| Exprimés  | Exprimés                  | Exprimés  | 2 761        | 94,26        |

*sortant

### Canton du Gosier-2
- Nesty Virolan (RPR) est conseiller général depuis 1985.

| Candidats | Candidats         | Étiquette | Premier tour | Premier tour | Ballotage | Ballotage |
| Candidats | Candidats         | Étiquette | Voix         | %            | Voix      | %         |
| --------- | ----------------- | --------- | ------------ | ------------ | --------- | --------- |
|           | Julien André      | FGPS      | 1 635        | 44,50        | 2 139     | 51,42     |
|           | Christian Thénard | DVD       | 1 579        | 42,98        | 2 021     | 48,58     |
|           | Nesty Virolan *   | RPR       | 405          | 11,02        |           |           |
|           | Henry Custos      | PPDG      | 55           | 1,50         |           |           |
|           |                   |           |              |              |           |           |
| Inscrits  | Inscrits          | Inscrits  | 6 879        | 100,00       | 6 879     | 100,00    |
| Votants   | Votants           | Votants   | 3 904        | 56,75        | 4 291     | 62,38     |
| Exprimés  | Exprimés          | Exprimés  | 3 674        | 94,11        | 4 160     | 96,95     |

*sortant

### Canton de Gourbeyre
- Lucette Michaux-Chevry (RPR), conseillère générale de ce canton depuis 1985, a démissionné en 1992. Luc Adémar (RPR) a été élu lors de la partielle qui a suivi.

| Candidats | Candidats      | Étiquette | Premier tour | Premier tour |
| Candidats | Candidats      | Étiquette | Voix         | %            |
| --------- | -------------- | --------- | ------------ | ------------ |
|           | Luc Adémar *   | RPR       | 1 790        | 81,14        |
|           | Roger Plaisant | UPLG      | 416          | 18,86        |
|           |                |           |              |              |
| Inscrits  | Inscrits       | Inscrits  | 4 371        | 100,00       |
| Votants   | Votants        | Votants   | 2 420        | 55,36        |
| Exprimés  | Exprimés       | Exprimés  | 2 206        | 91,16        |

*sortant

### Canton de Grand-Bourg
- Jean Girard (PPDG), conseiller général depuis 1982 ne se représente pas.

| Candidats | Candidats        | Étiquette | Premier tour | Premier tour |
| Candidats | Candidats        | Étiquette | Voix         | %            |
| --------- | ---------------- | --------- | ------------ | ------------ |
|           | Patrice Tirolien | FGPS      | 2 141        | 73,00        |
|           | Jocelyne Coquin  | PPDG (*)  | 792          | 27,00        |
|           |                  |           |              |              |
| Inscrits  | Inscrits         | Inscrits  | 4 791        | 100,00       |
| Votants   | Votants          | Votants   | 3 015        | 62,93        |
| Exprimés  | Exprimés         | Exprimés  | 2 933        | 97,28        |

*sortant

### Canton de Petit-Canal
- Florent Mitel (PCG) est conseiller général depuis 1987.

| Candidats | Candidats                 | Étiquette | Premier tour | Premier tour |
| Candidats | Candidats                 | Étiquette | Voix         | %            |
| --------- | ------------------------- | --------- | ------------ | ------------ |
|           | Florent Mitel *           | PCG       | 1 944        | 64,69        |
|           | Léonce Gobardhan          | RPR       | 478          | 15,91        |
|           | Hubert Riga-Jean-Philippe | DVD       | 356          | 11,56        |
|           | Honoré Mardivirin         | UPLG      | 121          | 4,03         |
|           | Daniel Carmasol           | DVG       | 106          | 3,53         |
|           |                           |           |              |              |
| Inscrits  | Inscrits                  | Inscrits  | 4 551        | 100,00       |
| Votants   | Votants                   | Votants   | 3 119        | 68,53        |
| Exprimés  | Exprimés                  | Exprimés  | 3 005        | 96,34        |

*sortant

### Canton des Saintes
- Eugène L'Étang (DVD) conseiller général depuis 1976, ne se représente pas.

| Candidats | Candidats     | Étiquette | Premier tour | Premier tour |
| Candidats | Candidats     | Étiquette | Voix         | %            |
| --------- | ------------- | --------- | ------------ | ------------ |
|           | Robert Joyeux | RPR       | 954          | 50,36        |
|           | Alex Falémé   | GUSR      | 940          | 49,64        |
|           |               |           |              |              |
| Inscrits  | Inscrits      | Inscrits  | 2 775        | 100,00       |
| Votants   | Votants       | Votants   | 1 923        | 69,30        |
| Exprimés  | Exprimés      | Exprimés  | 1 894        | 98,49        |

*sortant

### Canton de Saint-François
- Ernest Moutoussamy (PPDG), député, conseiller général depuis 1989, ne se représente pas.

| Candidats | Candidats             | Étiquette | Premier tour | Premier tour | Ballotage | Ballotage |
| Candidats | Candidats             | Étiquette | Voix         | %            | Voix      | %         |
| --------- | --------------------- | --------- | ------------ | ------------ | --------- | --------- |
|           | Albert Élatré         | PPDG (*)  | 1 636        | 48,50        | 2 252     | 55,07     |
|           | Laurent Bernier       | DVD       | 1 024        | 30,36        | 1 837     | 44,93     |
|           | Robert Radhounandan   | RPR       | 373          | 11,06        |           |           |
|           | Frantz Quillin        | PLN       | 135          | 4,00         |           |           |
|           | Jean Daijardin        | UPLG      | 87           | 2,58         |           |           |
|           | Rosan Cigar           | PCG       | 85           | 2,52         |           |           |
|           | Raymond Viviès        | DVD       | 28           | 0,83         |           |           |
|           | Édouard Deher-Lesaint | REG       | 5            | 0,15         |           |           |
|           |                       |           |              |              |           |           |
| Inscrits  | Inscrits              | Inscrits  | 5 838        | 100,00       | 5 838     | 100,00    |
| Votants   | Votants               | Votants   | 3 509        | 60,11        | 4 225     | 72,37     |
| Exprimés  | Exprimés              | Exprimés  | 3 373        | 96,12        | 4 089     | 96,78     |

*sortant

### Canton de Saint-Louis
- François Paméole (GUSR) est conseiller général depuis 1982.

| Candidats | Candidats          | Étiquette | Premier tour | Premier tour |
| Candidats | Candidats          | Étiquette | Voix         | %            |
| --------- | ------------------ | --------- | ------------ | ------------ |
|           | François Paméole * | GUSR      | 1 139        | 67,72        |
|           | Max Urié           | PCG       | 464          | 27,59        |
|           | Lucien Badé        | DVG       | 73           | 4,34         |
|           | Albertine Baclet   | DVD       | 6            | 0,36         |
|           | Hippolyte Zodros   | DVD       | 0            | 0,00         |
|           |                    |           |              |              |
| Inscrits  | Inscrits           | Inscrits  | 2 988        | 100,00       |
| Votants   | Votants            | Votants   | 1 747        | 58,47        |
| Exprimés  | Exprimés           | Exprimés  | 1 682        | 96,28        |

*sortant

### Canton de Sainte-Anne-1
- Marcellin Lubeth (PPDG) est conseiller général depuis 1976.

| Candidats | Candidats          | Étiquette | Premier tour | Premier tour |
| Candidats | Candidats          | Étiquette | Voix         | %            |
| --------- | ------------------ | --------- | ------------ | ------------ |
|           | Marcellin Lubeth * | PPDG      | 2 197        | 61,74        |
|           | Marlène Captant    | app RPR   | 1 253        | 35,22        |
|           | Hubert Bicep       | FGPS      | 108          | 3,04         |
|           |                    |           |              |              |
| Inscrits  | Inscrits           | Inscrits  | 7 414        | 100,00       |
| Votants   | Votants            | Votants   | 3 921        | 52,89        |
| Exprimés  | Exprimés           | Exprimés  | 3 558        | 90,74        |

*sortant

### Canton de Sainte-Anne-2
- Blaise Aldo (RPR), est conseiller général depuis 1988.

| Candidats | Candidats     | Étiquette | Premier tour | Premier tour |
| Candidats | Candidats     | Étiquette | Voix         | %            |
| --------- | ------------- | --------- | ------------ | ------------ |
|           | Blaise Aldo * | RPR       | 1 126        | 50,70        |
|           | Guy Cadoce    | PCG       | 1 016        | 43,73        |
|           | Gérard Lori   | DVD       | 79           | 3,56         |
|           |               |           |              |              |
| Inscrits  | Inscrits      | Inscrits  | 4 010        | 100,00       |
| Votants   | Votants       | Votants   | 2 418        | 60,30        |
| Exprimés  | Exprimés      | Exprimés  | 2 221        | 91,85        |

*sortant

### Canton de Sainte-Rose-1
- Daniel Jean (GUSR) est conseiller général depuis 1987.

| Candidats | Candidats        | Étiquette | Premier tour | Premier tour |
| Candidats | Candidats        | Étiquette | Voix         | %            |
| --------- | ---------------- | --------- | ------------ | ------------ |
|           | Daniel Jean *    | GUSR      | 2 362        | 51,94        |
|           | Clodomir Bazajet | RPR       | 2 050        | 45,08        |
|           | Tex Élise        | FGPS      | 135          | 2,97         |
|           |                  |           |              |              |
| Inscrits  | Inscrits         | Inscrits  | 6 949        | 100,00       |
| Votants   | Votants          | Votants   | 4 775        | 68,71        |
| Exprimés  | Exprimés         | Exprimés  | 4 547        | 95,23        |

*sortant

### Canton de Sainte-Rose-2
- Félix Flémin[2] (PCG) est conseiller général depuis 1988.

| Candidats | Candidats       | Étiquette | Premier tour | Premier tour | Ballotage | Ballotage |
| Candidats | Candidats       | Étiquette | Voix         | %            | Voix      | %         |
| --------- | --------------- | --------- | ------------ | ------------ | --------- | --------- |
|           | Félix Flémin    | PCG       | 938          | 32,13        | 1 273     | 40,87     |
|           | Lucien Nestor   | GUSR      | 671          | 22,99        | 1 172     | 37,62     |
|           | Max Mathiasin   | FGPS      | 563          | 19,29        | 670       | 21,51     |
|           | Colette Barré   | UDF       | 459          | 15,73        |           |           |
|           | Michel Dubernet | RPR       | 109          | 3,73         |           |           |
|           | Gérard Alidor   | DVG       | 96           | 3,29         |           |           |
|           | Serge Claude    | UPLG      | 83           | 2,84         |           |           |
|           |                 |           |              |              |           |           |
| Inscrits  | Inscrits        | Inscrits  | 4 236        | 100,00       | 4 236     | 100,00    |
| Votants   | Votants         | Votants   | 3 014        | 71,15        | 3 200     | 75,54     |
| Exprimés  | Exprimés        | Exprimés  | 2 919        | 96,15        | 3 115     | 97,34     |

*sortant

### Canton de Vieux-Habitants
- Nathalien Etna (app RPR) conseiller général depuis 1970, ne se représente pas.

| Candidats | Candidats         | Étiquette   | Premier tour | Premier tour | Ballotage | Ballotage |
| Candidats | Candidats         | Étiquette   | Voix         | %            | Voix      | %         |
| --------- | ----------------- | ----------- | ------------ | ------------ | --------- | --------- |
|           | Aramis Arbau      | app RPR (*) | 1 904        | 34,84        | 2 680     | 44,78     |
|           | Victorin Lurel    | FGPS        | 1 649        | 30,17        | 3 305     | 55,22     |
|           | Edward Hatchi     | FGPS        | 1 370        | 25,07        | Retrait   | Retrait   |
|           | Marcel Gène       | diss RPR    | 362          | 6,62         |           |           |
|           | Aurélien Beaujean | DVD         | 182          | 3,33         |           |           |
|           |                   |             |              |              |           |           |
| Inscrits  | Inscrits          | Inscrits    | 8 405        | 100,00       | 8 405     | 100,00    |
| Votants   | Votants           | Votants     | 5 760        | 68,53        | 6 191     | 73,63     |
| Exprimés  | Exprimés          | Exprimés    | 5 465        | 94,88        | 5 985     | 96,67     |

*sortant